# Tantilla armillata
Tantilla armillata (чорношия чорноголова змія) — вид змій родини полозових (Colubridae). Мешкає в Центральній Америці.

## Поширення і екологія
Чорношиї чорноголові змії мешкають в Гватемалі, Сальвадорі, Гондурасі, Нікарагуа і Коста-Риці. Вони живуть у вологих гірських і рівнинних тропічних лісах, трапляються на полях і пасовищах та в садах. Зустрічаються на висоті до 1435 м над рівнем моря. Відкладають яйця.